# Sillago ingenuua
 Sillago ingenuua és una espècie de peix de la família Sillaginidae i de l'ordre dels perciformes.

## Morfologia
Els mascles poden assolir els 20 cm de longitud total.

## Distribució geogràfica
Es troba des de l'Índia fins al Golf de Tailàndia, Taiwan i nord d'Austràlia.